# Китайське рагу
Китайське рагу (англ. chop suey /tʃɒp’suːi/; спрощ. кит.: 杂碎; трад. кит.: 雜碎, піньïнь: zá suì; букв. «асорті з козлятини») це страва з американсько-китайської кухні та інших форм зарубіжної китайської кухні, що складається з м'яса (найчастіше курка, риба, яловичина, креветки або свинина) та яйця, що швидко приготовані з овочами, такими як паростки квасолі, капусти, селери та покрита крохмалевим соусом. Страва, як правило, подається з рисом, але може бути китайсько-американською формою «чау мейн» з додаванням смаженої локшини.
Китайське рагу стало помітною частиною американсько-китайської, філіппінської, канадсько-китайської, німецько-китайської, індійсько-китайської і полінезійської кухні. У китайській кухні Індонезії рагу стало відоме як кришка CAI (雜 菜 «овочі») і переважно складається з тих же овочів.

## Походження

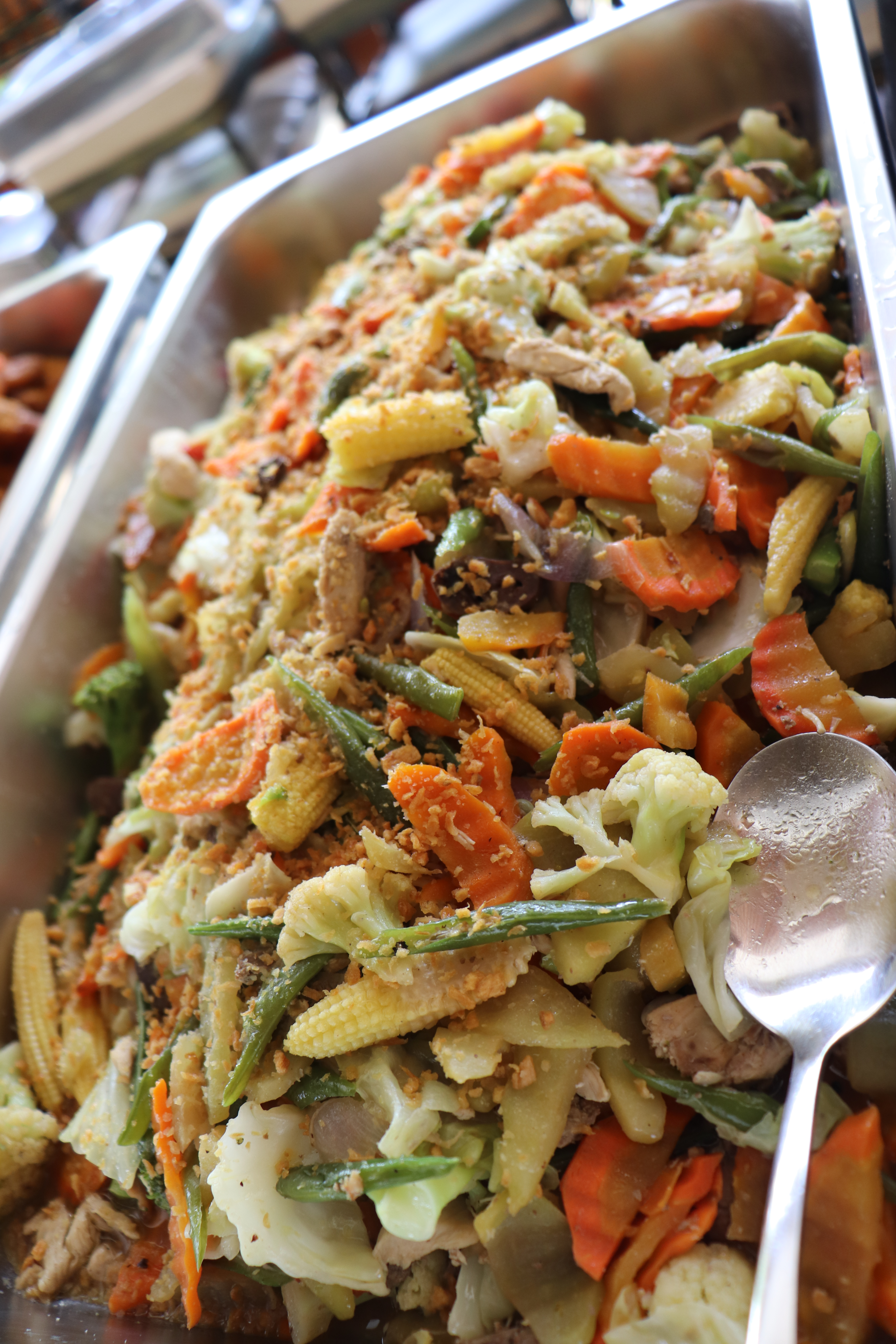
Філіппінський варіант китайського рагу

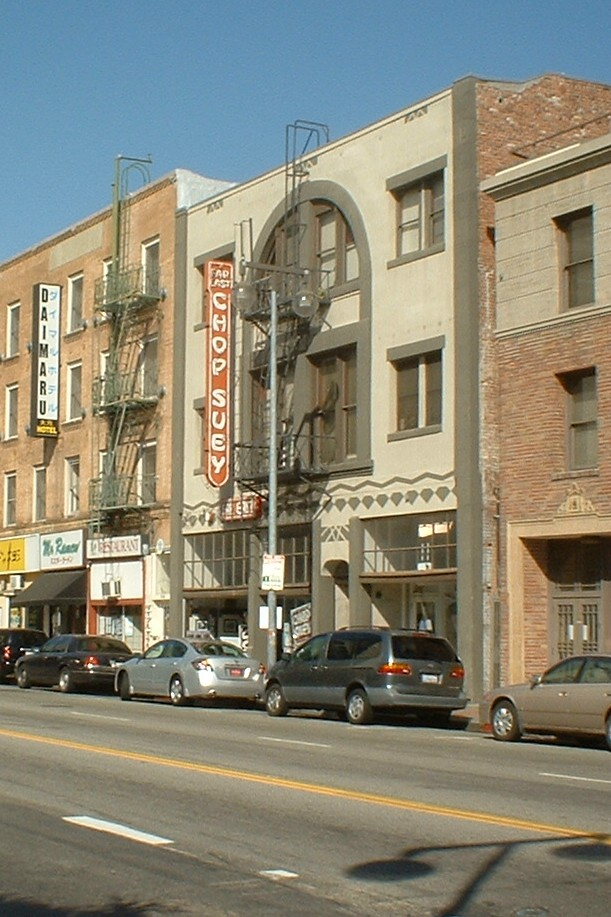
Фар Ресторан Схід китайське рагу в Маленькому Токіо, Лос-Анджелесі. Ресторани, як цей, нині зустрічаються рідко, але колись були звичним явищем у Сполучених Штатах

Китайське рагу, як вважають, винайдено в Америці. Антрополог Андерсон робить висновок, що  ця страва (на основі seui (杂碎, «Різне»), вперше була приготованою у місті Тайшань (Toisan), графство в провінції Гуандун (Кантон), що був домом для багатьох  китайських іммігрантів. У США це рагу «стало сумнозвісним», оскільки ним живились здебільшого бідні верстви населення. Загалом ця страва користувалась популярністю серед фермерів, оскільки була дуже легкою у приготуванні. У кінці дня, вони стомлені від спеки, приносили додому непродані овочі, з яких потім і готувалось рагу, дізнаємось із книги «Енциклопедія продовольства і культури». (Нью-Йорк: Скрібнер, 2003;). Всі визнавали надзвичайно витончений смак цієї простої страви, а лікарі навіть рекомендували її для вживання.
Список барвистих і суперечливих історій про походження китайського рагу є дуже довгим, за словами історика харчової промисловості Алана Девідсона, це рагу є «яскравим прикладом кулінарної міфології» та типових популярних продуктів.
Також стверджують, що воно було винайдено китайськими кухарями що працювали на американців в XIX столітті. Інша розповідь, що воно було створене під час династії Цін, коли прем'єр Лі Хунчжан приїздив до Сполучених Штатів в 1896 році. Рагу було придумане його шеф-кухарем, який намагався створити їжу, відповідну для китайських і американських гурманів. Інша історія каже, що Лі бродив в місцевих китайських ресторанах, опісля кухня готелю закрилася, засмучений шеф-кухар придумав нову страву, використовуючи уривки з попередніх рецептів. Проте, останні дослідження вченого Ренкі Ювенсона. привело його до висновку, що «немає ніяких доказів, що можуть бути знайдені в доступних історичних записах, щоб підтверджували цю історію, що Лі Хун Чан їли китайське рагу в Сполучених Штатах.» і чи справді Лі, привіз трьох китайських кухарів з собою, бо тоді б не було необхідності їсти в місцевих ресторанах або винаходити нові страви в будь-якому випадку. Вчений припускає, що проникливі китайські та американські власники ресторану скористалися розголосом від візиту прем'єра, і сприяли розповсюдженню китайського рагу як улюбленої страви Лі.
Ще один міф, що в 1860-х роках, китайський кухар ресторану в Сан-Франциско був змушений обслуговувати п'яних шахтарів після закриття, притому не маючи свіжих продуктів. Щоб уникнути сварок з п'яницями, кухар кинув залишки продуктів в казанок з опуклим днищем і таким чином нагодував шахтарів, ця страва їм була довподоби і вони запитали, що воно таке. Він відповів, що це нарізаний бекон, квасоля. Та, проте немає достатньо доказів будь-якої з цих історій.
Китайське рагу з'являється в 1884 статті в «Brooklyn Eagle», — «Китайська кухня», де його назвали національною стравою в Китаї.У 1888 році, рагу описували так — «головний продукт цієї страви для китайського гурмана є «чау», тобто відбивна, це така, суміш печінки, шлунку, грибів, бамбукових нирок, свиней, курчат і паростків квасолі, тушкованих зі спеціями». У жовтні 1888 р. як зазначено в Оксфордському словнику англійської мови, друге видання, 1989 року. У 1898 році, вона описується, як «свинина з селерою, цибулею, паростками квасолі, і т. д.». Під час своїх подорожей в Сполучених Штатах, Лян Ци-чао, Гуандун (Кантон), пише в 1903 році, що існує в Сполучених Штатах пункт під назвою їжа, а особливим підпунктом є китайське рагу, яке чомусь місцеві китайці не їдять.

## Поширеність страви
Ця страва і досі є дуже популярною в китайських ресторанах у Америці. Також ідея страви послужила солістові гурту System Of A Down Сержу Танкіяну ідеєю для надзвичайно популярної пісні, — «Chop Suey». Це асорті з козятини є також однією з улюблених страв Дарона Малакіяна, який неодноразово згадував про це у деяких своїх інтерв'ю. Саме тому провідним мотивом пісні є таке рагу.

## Щоб дізнатись більше
- Е. Н. Андерсон, «Харчування в Китаї», Yale University Press, 1988.
- Ендрю Коу, «Культурна історія китайської їжі в Сполучених Штатах», 2009
- Алан Девідсон, «Оксфордський компаньон для продовольця», 1999.
- Моніка Енг, «Китайське рагу чи нісенітниця?», 4 січня 2006 року, на сайті RPR.
- Чарльз Гейфорд, «Хто боїться китайського рагу?», 16.3 Зима 2011

Поварені книги з рецептами для китайського рагу:
- Хом Кен «Легкі рецепти для сім'ї з китайсько-американського дитинства». Нью-Йорк: Альфред Кнопф А., 1997.
- Інь-Фей Ло, Ейлін. «Рецепти, методи, історії та спогади від провідних авторитетів Америки про китайську кулінарію». Нью-Йорк: Вільям Морроу, 1999.